# Nanny Malmros
Anna Katarina (Nanny) Malmros, född 1816 i Malmö, död 1894 i Malmö, var en svensk konstnär, grafiker och konstpedagog.
Hon var dotter till kommendantssekreteraren och handlaren Olof Elias Malmros och Elisabeth Andrina Maria Wollmar. Malmros studerade konst i Paris och efter återkomsten till Sverige etablerade hon en målarskola i Malmö. Hon var bland annat Gustaf Rydberg första lärare i teckning. Hon utförde 1842 ett litografi av borgmästaren Jörgen Kock efter en originalmålning från 1531. Hennes konst består till stor del av landskapsbilder med motiv från Skåne. 